# Bildmakarna
Bildmakarna est un téléfilm suédois réalisé par Ingmar Bergman, diffusé en 2000.

## Fiche technique
- Titre : Bildmakarna
- Réalisation : Ingmar Bergman
- Scénario : Per Olov Enquist (adaptation de sa pièce éponyme, créée à Stockholm en 1998 avec la même distribution, mise en scène par Bergman)
- Photographie : Sofi Stridh, Sven-Åke Visén et Raymond Wemmenlöv
- Costumes : Mago
- Montage : Sylvia Ingemarsson
- Format : Couleurs - 1,85:1 - Dolby Digital - 35 mm
- Genre : Drame
- Date de sortie : 2000

## Distribution
- Anita Björk : Selma Lagerlöf
- Carl Magnus Dellow : Julius Jaenzon
- Lennart Hjulström : Victor Sjöström
- Elin Klinga : Tora Teje